# زنان ازدواج‌نکرده (فیلم)
زن مجرد (به انگلیسی: Bachelorette) فیلمی محصول سال ۲۰۱۲ و به کارگردانی لزلی هدلند است. در این فیلم بازیگرانی همچون کیرستن دانست، آیلا فیشر، لیزی کاپلان، جیمز مارسدن، کایل بورنهایمر، ربل ویلسون، آدام اسکات، اندرو رنلز، هیز مک‌آرتور، هوریشیو سنز، آن داود، الا را پک، جون دایان ری‌فیل ایفای نقش کرده‌اند.